# Minamoto no Kintada
Minamoto no Kintada (né en 889, mort en 948), (源 公忠, aussi 源公忠朝臣 () Miyamoto no Kintada Ason) est un poète de waka du milieu de l'époque de Heian et un noble japonais. Avec son fils Minamoto no Saneakira, il fait partie de la liste des trente-six grands poètes. Sous les empereurs Daigo et Suzaku il est haut dignitaire du Trésor impérial.
Les poèmes de Kintada sont inclus dans des anthologies impériales de poésie dont le Goshūi Wakashū. Il existe aussi une collection personnelle appelée Kintadashū. Le Grand Miroir et les Contes de Yamato rapportent des anecdotes à son sujet. Il excelle en fauconnerie comme au kōdō en plus de la poésie.